# Sokos Hotel Viru
Koordinaten: 59° 26′ 11,7″ N, 24° 45′ 18,1″ O

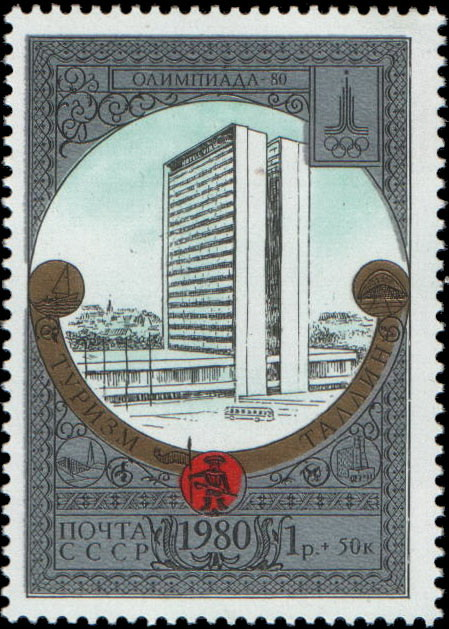
Darstellung auf einer Briefmarke aus dem Jahr 1980

Das Sokos Hotel Viru ist ein Hotel in der estnischen Hauptstadt Tallinn und mit seinen über 74 Metern der erste Wolkenkratzer von Tallinn. Das Gebäude war bis 1980, von den Kirchtürmen abgesehen, das höchste der Stadt.

## Hotel und Lage
Das Hotel befindet sich direkt an der Altstadt, 100 Schritte vom Viru-Tor (estnisch Viru värav; historischer deutscher Name Lehmpforte) der Tallinner Stadtmauer, 550 m vom Rathausplatz (Raekoja plats), ca. 0,5 km vom Passagierhafen und etwa 4 km vom Tallinner Flughafen entfernt.
Das Hotel verfügt über 516 Zimmer, darunter 3 Suiten und 25 Juniorsuiten, 2 Restaurants („Merineitsi“ im ersten Stock und „Amarillo“ im Erdgeschoss), Bars, Konferenzräumen und dem Night-Club „Amigo“ im Untergeschoss.

## Geschichte
Das Gebäude wurde 1972 von finnischen Firmen gebaut, wie auch viele andere Hotels der Sowjetunion, wo zum modernen Bau die entsprechenden Erfahrungen fehlten. Die feierliche Eröffnung des Hotels fand am 5. Mai 1972 statt.
Das Projekt wurde von den estnischen Architekten Henno Sepmann und Mart Port entworfen, die Innenausstattung von Väino Tamm, V. Asi, L. Raudsepp, T. Gans, K. Laanemaa. Konstrukteure waren U. Pall und K. Soonike.
Das Viru hotell diente als Interhotel. In ihm waren vornehmlich Gäste aus dem nicht-sozialistischen Ausland untergebracht, insbesondere finnische Touristen. Zu den prominenten Übernachtungsgästen gehörten Schah Mohammad Reza Pahlavi mit seiner Gattin, der erste Mensch auf dem Mond Neil Armstrong, die erste Kosmonautin der Welt Walentina Tereschkowa, Hollywood-Star Elizabeth Taylor und die russisch-sowjetische Sängerin und Komponistin Alla Pugatschowa.
Von der Zeit als Interhotel zeugen die Abhöranlagen, die der KGB im Hotel installiert hatte. Dadurch konnten zahlreiche Zimmer akustisch und visuell überwacht werden. Die außer Betrieb gesetzte Überwachungszentrale des sowjetischen Geheimdienstes ist heute noch im 23. Stock des Hotels zu besichtigen.
Bis zur Fertigstellung des Hotels Olümpia zu den Segelwettbewerben der Olympischen Sommerspiele 1980 war das Viru das einzige Hotel Tallinns mit internationalem Standard.